# Aimara (Ochamchire)
Aimara (en georgiano: აიმარა; en abjasio: Аимара) es una aldea que pertenece a la parcialmente reconocida República de Abjasia, dentro del distrito de Ochamchire, aunque de iure es parte del municipio de Ochmachire de la República Autónoma de Abjasia de Georgia.

## Geografía
Aimara está en la orilla derecha del río Duab, a 28 km de Ochamchire. La aldea se administra desde el pueblo de Chlou.  